# Stephan Decani
Stphan Decani, Szinnyeinél Decani István (? – 1682) erdélyi szász evangélikus lelkész.

## Élete
1660-tól 1662-ig a Besztercei gimnázium igazgatója volt, 1667-től városi lelkész és káptalani dékán ugyanott.

## Munkái
- Disputatio De Natura et Constitutione Logicae in Celebri Gymnasio Coronensi Praeside Martino Albrichio… Rectore, Respondente Stephano Dechano Bistriciense, Scholae ejusdem Alumno Publice proposita. Coronae, 1655.
- Kurzgefasster Bericht über die Belagerung der Stadt Bistritz welche Georg Basta General unter Ihro k. k. Majestät Rudolfus Röm. Kaiser im Jahre Christi 1602 vorgenommen und wie derselbige diese Stadt und Gebiet unter zweien Jahren beängstiget und ruinirt hat. Bistritz, 1779.